# エジミウソン・ジョゼ・ゴメス・ジ・モラエス
エジミウソンことジョゼ・エジミウソン・ゴメス・ジ・モラエス（José Edmílson Gomes de Moraes, 1976年7月10日 - ）は、ブラジル・サンパウロ州タクアリティンガ出身の元同国代表のプロサッカー選手。現役時代のポジションはディフェンダー、ミッドフィールダー。

## 経歴
守備の要としてリヨンのリーグ・アン3連覇の原動力となった。2001年のコンフェデ杯では代表キャプテンも務め、2002年の日韓W杯では3バックの中央を務め優勝に貢献した。コスタリカ戦では、見事なオーバーヘッドシュートを決めている。その後リーガ・エスパニョーラのバルセロナに移籍金1000万ユーロ（約13億1000万円）で移籍し、ケガに苦しみながらもボランチもしくはセンターバックのポジションをラファエル・マルケス、オレゲール・プレサスらと争った。2005-06シーズンはボランチのレギュラーに定着し、クラブの2冠へ大きく貢献した。2006年のドイツW杯のブラジル代表メンバーにも選出されたが、大会直前の怪我のために出場を断念した。2008年5月、ビジャレアルCFに移籍金なしで移籍した。2009年1月、ブラジルのSEパルメイラスへの移籍が発表された。2010年1月31日、レアル・サラゴサとシーズン終了後までの契約を結んだ。2010-11シーズンもサラゴサでプレーし、2011年夏に母国のセアラーSCに移籍した。
現在、スカ・ブラジルの会長を務めている。

## 人物
- 熱心なキリスト教信者であることから、バルセロナのチームメイトからは愛情を込めて”牧師さん”と呼ばれていた[要出典]。
- リヨンに所属していた01-02シーズンより実に5シーズン連続でリーグ優勝を勝ち取っており、隠れた優勝請負人となっている。
- 2007年12月にはバルセロナのテレビでのインタビューにて所属していたバルセロナのチームメイトの中に「黒い羊（はみ出し者の意）」がいる、とやる気のないチームメイトを批判し、長引く不調のバルセロナで話題となった（このときのチームメイトとは、当時夜遊び疑惑のあったロナウジーニョではないか、という意見が地元紙の大半であった[4]）。クリスマスに黒い羊をプレゼントされ、ロッカールームの爆笑を誘った。誰が黒い羊をプレゼントしたかは未だ不明である。

## 代表歴

### 出場大会
- ブラジル代表
  - 2002 FIFAワールドカップ

| ブラジル代表 | 国際Aマッチ | 国際Aマッチ |
| 年           | 出場        | 得点        |
| ------------ | ----------- | ----------- |
| 2000         | 2           | 0           |
| 2001         | 10          | 0           |
| 2002         | 9           | 1           |
| 2003         | 3           | 0           |
| 2004         | 7           | 0           |
| 2005         | 1           | 0           |
| 2006         | 4           | 0           |
| 2007         | 3           | 0           |
| 通算         | 39          | 1           |

## タイトル

### 代表
- 2002 FIFAワールドカップ - 優勝

### クラブ
サンパウロ
- コパCONMEBOL 1994
- レコパ・スダメリカーナ 1994
- カンピオナート・パウリスタ 1998,2000

リヨン
- リーグ・アン 2001-02,02-03,03-04
- クープ・ドゥ・ラ・リーグ 2000-01
- トロフェ・デ・シャンピオン 2002,03

バルセロナ
- リーガ・エスパニョーラ 2004-05,2005-06
- スーペルコパ・デ・エスパーニャ 2005,06
- UEFAチャンピオンズリーグ 2005-06